# Министр иностранных дел Польши
Министр иностранных дел Польши (пол. Minister Spraw Zagranicznych) — министерский пост в Совете Министров Республики Польши, глава министерства иностранных дел Польши. Пост учреждён 26 ноября 1917 года, как директор департамента политических дел. Нынешний министр иностранных дел — Радослав Сикорский.

## Список министров иностранных дел

### Министры иностранных дел Королевства Польши (1917—1918)
- Войцех Розтворовский (26 ноября 1917 — 27 февраля 1918) — директор департамента политических дел;
- Януш Радзивилл (4 апреля — 23 октября 1918) — директор Государственного департамента;
- Станислав Гломбиньский (23 октября — 4 ноября 1918) — министр внешних дел.

### Министры иностранных дел II Польской Республики (1918—1939)
- Леон Василевский (17 ноября 1918 — 16 января 1919);
- Игнацы Ян Падеревский (16 января — 9 декабря 1919);
- Владислав Врублевский[1] (13 — 16 декабря 1919);
- Станислав Патек (16 декабря 1919 — 9 июня 1920);
- Евстафий Сапега (23 июня 1920 — 24 мая 1921);
- Ян Домбский[1] (24 мая — 11 июня 1921);
- Константы Скирмунт (11 июня 1921 — 6 июня 1922);
- Габриэль Нарутович (18 июня — 14 декабря 1922);
- Александр Скшиньский (16 декабря 1922 — 26 мая 1923);
- Мариан Сейда (28 мая — 27 октября 1923);
- Роман Дмовский (27 октября — 14 декабря 1923);
- Кароль Бертони[1] (19 декабря 1923 — 19 января 1924);
- Маурицы Замойский (19 января — 27 июля 1924);
- Александр Скшиньский (27 июля 1924 — 5 мая 1926);
- Каетан Джержикрай-Моравский[1] (10 — 15 мая 1926);
- Август Залеский (15 мая 1926 — 2 ноября 1932);
- Юзеф Бек (2 ноября 1932 — 30 сентября 1939).

### Министры иностранных делпольского правительства в изгнании(1939—1945)
- Август Залеский (30 сентября 1939 — 25 июля 1941);
- Эдвард Рачинский (22 августа 1941 — 14 июля 1943);
- Тадеуш Ромер (14 июля 1943 — 24 ноября 1944);
- Адам Тарновский (29 ноября 1944 — 5 июля 1945).

### Министры иностранных делПольской Народной Республики(1944—1989)
- Эдвард Осубка-Моравский (21 июля 1944 — 2 мая 1945);
- Винценты Жимовский[пол.] (2 мая 1945 — 5 февраля 1947);
- Зыгмунт Модзелевский (6 февраля 1947 — 20 марта 1951);
- Станислав Скршешевский (20 марта 1951 — 27 апреля 1956);
- Адам Рапацкий (27 апреля 1956 — 22 декабря 1968);
- Стефан Ендриховский (22 декабря 1968 — 22 декабря 1971);
- Стефан Ольшовский (22 декабря 1971 — 2 декабря 1976);
- Эмиль Войташек (2 декабря 1976 — 24 августа 1980);
- Юзеф Чирек (24 августа 1980 — 21 июля 1982);
- Стефан Ольшовский (21 июля 1982 — 12 ноября 1985);
- Мариан Ожеховский (12 ноября 1985 — 17 июня 1988);
- Тадеуш Олешовский (17 июня 1988 — 9 сентября 1989).

### Министры иностранных дел III Польской Республики (с 1989)
- Кшиштоф Скубишевский (12 сентября 1989 — 25 октября 1993);
- Анджей Олеховский (26 октября 1993 — 6 марта 1995);
- Владислав Бартошевский (7 марта — 22 декабря 1995);
- Дариуш Росати (29 декабря 1995 — 31 октября 1997);
- Бронислав Геремек (31 октября 1997 — 30 июня 2000);
- Владислав Бартошевский (30 июня 2000 — 19 октября 2001);
- Влодзимеж Чимошевич (19 октября 2001 — 5 января 2005);
- Адам Даниэль Ротфельд (5 января — 31 октября 2005);
- Стефан Меллер (31 октября 2005 — 9 мая 2006);
- Анна Фотыга (9 мая 2006 — 16 ноября 2007);
- Радослав Сикорский (16 ноября 2007 — 22 сентября 2014);
- Гжегож Схетына (22 сентября 2014 — 16 ноября 2015);
- Витольд Ващиковский (16 ноября 2015 — 9 января 2018);
- Яцек Чапутович (9 января 2018 — 20 августа 2020);
- Збигнев Рау (26 августа 2020 — 27 ноября 2023);
- Шимон Шинковский вель Сенк (27 ноября 2023 — 13 декабря 2023);
- Радослав Сикорский (13 декабря 2023 — н. в.)